# جلين رايلي
جلين رايلي (بالإنجليزية: Glyn Riley)‏ (24 يوليو 1958 في المملكة المتحدة - ) هو لاعب كرة قدم بريطاني في مركز الهجوم. لعب مع نادي بارنسلي ونادي بريستول سيتي ونادي توركي يونايتد ونادي دونكاستر روفرز ونادي ألدرشوت ونادي باث سيتي.